# Medînșciîna, Nijîn
Medînșciîna (în ucraineană Мединщина) este un sat în comuna Talalaiivka din raionul Nijîn, regiunea Cernihiv, Ucraina.